# Agrado (kommun)
Agrado är en kommun i Colombia.   Den ligger i departementet Huila, i den centrala delen av landet, 300 km sydväst om huvudstaden Bogotá. Antalet invånare är 8 489. Arean är 222 kvadratkilometer.
Terrängen i Agrado är varierad.